# Artur Geworkýan
Artur Aleksandrowiç Geworkýan (Aşgabat, 22 novembre 1984) è un ex calciatore turkmeno, di ruolo attaccante.

## Palmarès

### Club

#### Competizioni internazionali
- Coppa dell'AFC: 1

Nasaf Qarshi: 2011